# Arne Krüger

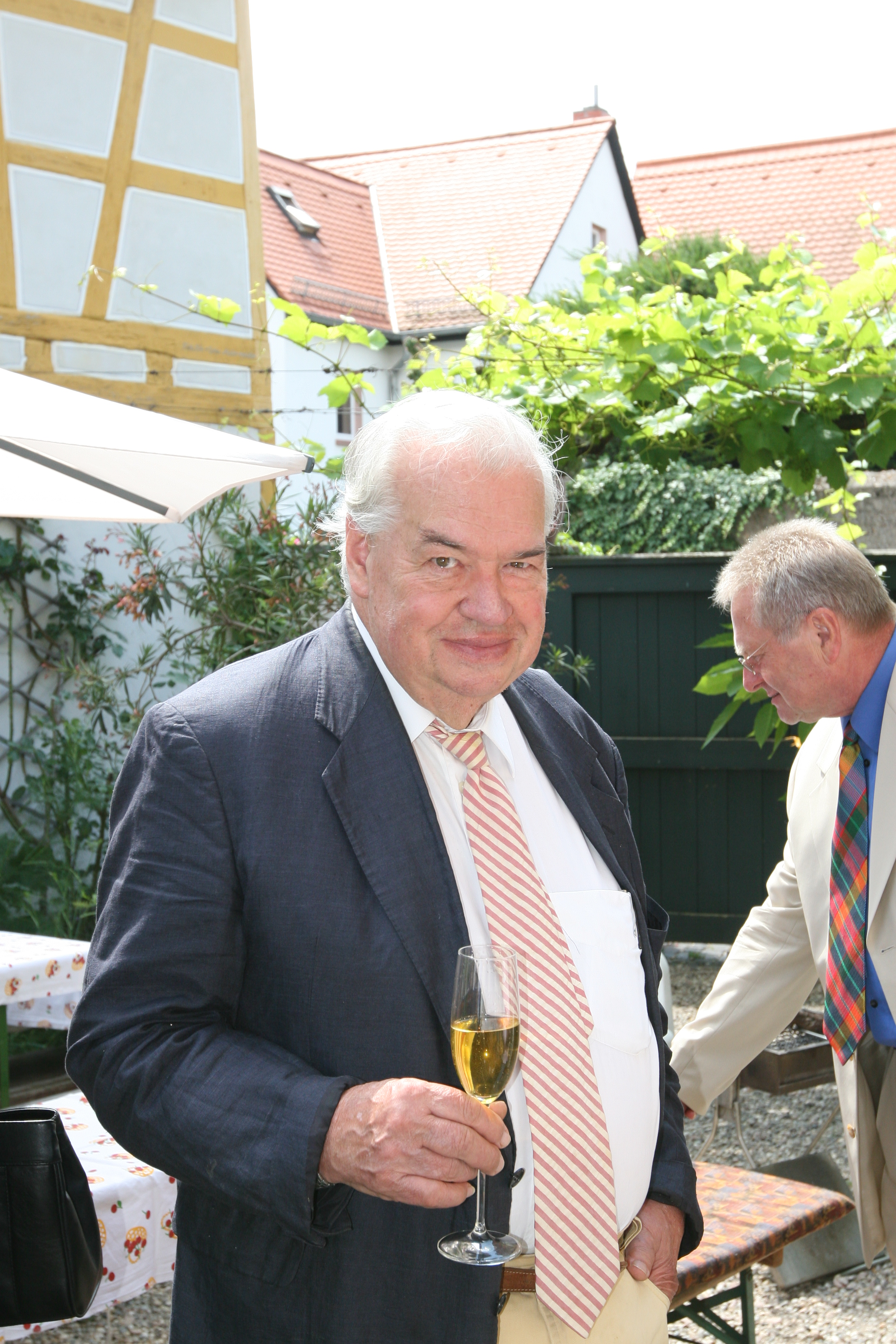
Arne Krüger

Arne Krüger (* 23. April 1929 in Seesen; † 20. Oktober 2010 in Wiesbaden) war ein deutscher Gastronom, Verleger und Sachbuchautor.

## Leben
Krüger konzipierte Kochkarten, die eine Auflagenhöhe im Millionenbereich erreichten, und etablierte Der Feinschmecker, die erste Zeitschrift für Gourmets. Für das Wochenmagazin Stern schrieb er regelmäßig eine Kolumne unter dem Titel „Was nicht im Kochbuch steht“. Er gründete die Gastronomische Akademie Deutschlands (GAD) mit und gehörte ihr als Ehrenmitglied an. Auch Chefs International de Cuisine in Deutschland (Rastatter Kreis) und die Sommelier-Union Deutschland initiierte Krüger. Der Société des Cuisiniers de Paris und der Académie Culinaire de France war er als Ehrenmitglied verbunden. 
Krüger war von 1969 bis 1977 in führender Position für die Zeitschrift Die Küche tätig und verlegte sie von 1970 bis 1977 im eigenen Arne-Verlag, bevor er ihn an den Jahreszeiten Verlag verkaufte.
In der Nacht zum 20. Oktober 2010 verstarb Arne Krüger nach langer schwerer Krankheit im Alter von 81 Jahren.

## Werke
- Herr Ober, was ist das? Speisenkarten verständlich gemacht. Kornmeyer, Rödermark 2009, ISBN 978-3-938173-66-4
- Herr Ober, bitte die Getränkekarte! Alles, was man vom Angebot an Wein und anderen Drinks wissen sollte. Kornmeyer, Rödermark 2009, ISBN 978-3-938173-67-1
- Deutsche Spezialitäten nach Grossmutters Art. Kochgeheimnisse und beliebte Original-Rezepte von Schleswig-Holstein bis Bayern, von Baden bis Ostpreussen. Gräfe und Unzer, München 1978, ISBN 3-7742-3259-8
- Speisekarte und Weinkarte von A - [bis] Z. Arne-Verlag, Hochheim 1977
- Deutschland / Rezeptauswahl. Fischer-Taschenbuch-Verlag, Frankfurt am Main 1976, ISBN 3-436-02302-7
- Die kalte Küche für Feinschmecker. Das grosse Kochbuch für Alltag und Feste. Gräfe und Unzer, München 1967
- Spezialitäten aus aller Welt. Das grosse Kochbuch der Nationalgerichte. Gräfe und Unzer, München 1964